# اشقل (مقاطعة فراهان)
اشقل (بالفارسية: اشقل) هي قرية تقع في مركزي في إيران. يقدر عدد سكانها بـ 117 نسمة بحسب إحصاء 2016.